# O, ich armer Lothringer Bur
O, ich armer Lothringer Bur est une chanson populaire de Lorraine germanophone, datant au moins du XIXe siècle.

## Histoire

### Origine
Le chant O, ich armer Lothringer Bur est recueilli dans l'entre-deux-guerres par Louis Pinck auprès de Louis Serrier, né en 1865 à Bettring, un hameau de la commune d'Holving en Moselle. M. Serrier aurait appris cette chanson par sa mère, ici dans une version en francique rhénan.
Son origine est vraisemblablement bien plus ancienne, comme le suggère l'historien mosellan  Henri Hiegel, qui pense qu'elle est liée à la guerre des paysans du XVIe siècle. En effet, elle présente une structure et une thématique conforme à la tradition allemande de la Moritat (complainte) et du Bänkelgesang (chants de colporteurs). Cette guerre des paysans a effectivement vu éclore beaucoup de Bauernmoritaten (complaintes paysannes) en Allemagne, en Suisse, en Autriche et de manière générale dans les zones germanophones. En Bourgogne et donc en langue romane, on trouve un exemple proche de ce type de complainte dans le chant du Rosemont, explicitement lié à la guerre des paysans.

### Depuis leXXesiècle
La chanson a eu un certain succès dans les années 1970 et 1980, à la suite de son interprétation par le groupe folk allemand Zupfgeigenhansel qui en restitue bien la colère contenue. Au XXIe siècle, elle se maintient encore au répertoire de certains artistes mosellans comme Elvis Stengel.

## Paroles

### Texte original
O, ich armer Lothringer Bur,
Wie isch mir das Läwe sur!
Ich wäs nit enn unn wäs nit uss,
Am sammefelle isch min Huss.
Ich han drey Perd, 's isch kens nix wert,
Das än, das hängt so hin un her,
Das zwät hat nur drey Zän im Mull,
Das dritt isch blind un isch so full.
Ich han än Kuh, die han ich zum halb,
Dem Metzjer gehert ja schun das Kalb,
Ich han ken Stroh un a ken Hau,
Das Lab im Wald isch mini Strau.
Ich han e Wau, wu äni Läter hat
Ich han e Pluck, do fählt e Rad
Ich han e Eig mit nur drey Zän
Ün a ken Geld für zum Waner gehn
O, ich armer Lothringer Bur,
Wie isch mir das Läwe sur!
O Gott, o Gott, ach nimmermehr
Ach, wenn ich nur (än)mol im Himmel wär!

### Traduction française
Je suis un pauvre paysan lorrain,
Que ma vie est dure !
Je ne sais plus que faire,
Ma maison est en train de s’écrouler.
J’ai trois chevaux, tous mauvais,
L’un des trois penche d’un côté et de l’autre,
Le second n’a plus que trois dents,
Le troisième est aveugle et paresseux.
J’ai une vache que je ne possède qu’à moitié,
Le veau appartient déjà au boucher,
Je n’ai ni paille, ni foin,
Les feuilles ramassées dans la forêt me servent de litière.
J’ai un chariot qui n’a qu’une ridelle,
J’ai une charrue à laquelle il manque une roue,
J’ai une herse qui n’a que trois dents,
Et pas d’argent pour aller chez le charron.
Je suis un pauvre paysan lorrain,
Que ma vie est dure !
Mon Dieu, je n’en peux plus,
Si seulement j’étais au ciel !